# أورخان عتيق
أورخان عتيق (بالتركية: Orhan Atik)‏ هو لاعب كرة قدم ومدرب كرة قدم تركي في مركز الدفاع، ولد في 25 فبراير 1967 في بتركة ‏ في تركيا. لعب مع أنطاليا سبور.

## وصلات خارجية
- أورخان عتيق على موقع اتحاد تركيا (لاعب) (الإنجليزية)
- أورخان عتيق على موقع قاعدة بيانات كرة القدم.إي يو (الإنجليزية)